# Cândido Maria Bampi
Cândido Maria Bampi (Caxias do Sul, 4 de agosto de 1914 — Lages, 25 de agosto de 2000) foi um fotógrafo, empresário e político brasileiro.

## Vida
Filho de Pedro Bampi e de Júlia Marchesini Bampi, e neto do imigrante italiano Massimo Bampi, que chegou ao Rio Grande do Sul em novembro de 1875.
Fixou residência em Lages em 1939. Casou-se com Amélia Costamilan Bampi em 9 de fevereiro de 1941, e teve nove filhos, entre eles, Cândido Bampi Filho, que foi Vice-Presidente Regional (Serra Catarinense) da Federação das Indústrias do Estado de Santa Catarina (FIESC) e é membro do Instituto Histórico Geográfico de Lages.  
Foi fotógrafo, empresário madeireiro e diácono da Igreja Católica. Também participou do Conselho Curador da Fundação Universidade do Planalto Catarinense; da Missão Empresarial Ítalo-brasileira e da Associação Comercial de Lages. 
Recebeu o título de cidadão honorário de Lages.

## Carreira política
Foi vereador em Lages, no período de 1948 a 1951 e foi suplente de vereador em outras eleições. Presidiu o Diretório do Partido de Representação Popular (PRP) e participou do processo de elaboração do Código Florestal de 1961.
Foi deputado estadual da Assembleia Legislativa de Santa Catarina na 5ª legislatura (1963 — 1967), como suplente convocado, eleito pelo Partido de Representação Popular (PRP).
Foi presidente do Sindicato dos Madeireiros de Lages em quatro períodos sucessivos, de 1965 a 1974.